# 라디오 엑스테리오르 데 에스파냐
라디오 엑스테리오르 데 에스파냐(스페인어: Radio Exterior de España, REE)은 스페인의 공영 방송 RNE에서 운영하는 국제 라디오 방송국이다. 1942년 3월 15일에 개국하였으며, 해외 거주의 스페인인을 대상으로 하고 있다. 24시간 단파, 위성 및 인터넷 방송을 하고 있다. 단파 방송은 2014년 10월 15일 이후 중단하였으나, 그 해 12월에서는 하루 4시간 스페인어 단파 방송을 재개할 것이라는 발표를 하였다. 이후 2015년 3월 29일에 단파 방송을 재개하였다.
주 언어는 스페인어를 비롯하여 프랑스어, 아랍어, 라디노어, 포르투갈어, 러시아어, 영어가 있다. BBC 월드 서비스, 도이체 벨레, 캐나다 국제방송과도 교환송출협정을 맺었다.

## 방송 주파수
- 위성 주파수 (2015년 3월말 갱신)
- 위성 주파수 (프랑스어, 아랍어, 영어, 러시아어, 라디노어, 포르투갈어, 2015년 3월말 갱신

2015년 3월 29일 단파 방송 재개 이후 월요일~금요일, 18~22시 사이에 스페인어 방송을 하고 있다. 방송 주파수와 커버리지 영역은 아래와 같다.
- 아프리카 및 남대서양 : 15.450 Khz, 19m 대역.
- 중앙 및 남아메리카 : 17.715 Khz, 16m 대역.
- 중앙 및 북아메리카 : 17.855 Khz, 16m 대역.
- 중동 및 인도 : 15.490 Khz, 19m 대역.